# Fluorcalciomikrolith
Fluorcalciomikrolith ist ein selten vorkommendes Mineral aus der Mineralklasse der „Oxide und Hydroxide“. Es kristallisiert im kubischen Kristallsystem mit der idealisierten chemischen Zusammensetzung (Ca,Na,□)2Ta2O6F, wobei □ eine Leerstelle (Vakanz) auf der entsprechenden Position darstellt.
Fluorcalciomikrolith entwickelt bis 1,5 mm große, farblose Kriställchen mit diamantähnlichem Glanz. Die tragenden Form der immer idiomorphen, nie verzwillingten Kristalle ist das Oktaeder, gelegentlich wird die Kristalltracht durch Flächen des Rhombendodekaeders ergänzt.

## Etymologie und Geschichte
Entdeckt wurde das Mineral im Pegmatit von „Volta Grande“ bei Nazareno in der Sn-Ta-reichen Pegmatitprovinz von São João del Rei, Minas Gerais, Brasilien. Die Kristalle des Fluorcalciomikroliths stammen allerdings aus einem Schwermineralkonzentrat, so dass die genauen paragenetischen Beziehungen zu den Begleitmineralen unklar bleibt.
Das Mineral wurde von einem brasilianischer Forscherteam um Marcelo B. Andrade, Daniel Atencio, Aba I. C. Persiano und Javier Ellena untersucht. Nachdem es durch die International Mineralogical Association (IMA) im Jahre 2012 anerkannt wurde, erfolgte ein Jahr später die offizielle Erstbeschreibung.
Der Name des Minerals wurde in Übereinstimmung mit der Neudefinition der Nomenklatur der Pyrochlor-Übergruppe mit der allgemeinen Zusammensetzung A2B2X6Y gewählt. Danach zählt das Mineral aufgrund seiner chemischen Zusammensetzung und der Dominanz von Tantal auf der B-Position als Mitglied zur neugeschaffenen Mikrolithgruppe. Der Name Fluorcalciomikrolith bezieht sich auf die Zugehörigkeit zur Mikrolithgruppe, die Dominanz von Fluor auf der Y-Position und die Dominanz von Calcium auf der A-Position.
Typmaterial des Minerals befindet sich in der Sammlung des „Museu de Geociências“, Instituto de Geociências, Universidade de São Paulo, Brasilien (Reg.-Nr. DR731).

## Klassifikation
Die aktuelle Klassifikation der International Mineralogical Association (IMA) zählt den Fluorcalciomikrolith zur Pyrochlor-Obergruppe mit der allgemeinen Formel A2–mB2X6–wY1–n, in der A, B, X und Y unterschiedliche Positionen in der Struktur der Minerale der Pyrochlor-Obergruppe mit A = Na, Ca, Sr, Pb2+, Sn2+, Sb3+, Y, U, □, oder H2O; B = Ta, Nb, Ti, Sb5+ oder W; X = O, OH oder F und Y = OH−, F, O, □, H2O oder sehr große (>> 1,0 Å) einwertige Kationen wie K, Cs oder Rb repräsentieren. Zur Pyrochlor-Obergruppe gehören neben Fluorcalciomikrolith noch Fluornatromikrolith, Hydrokenomikrolith, Hydroxycalciomikrolith, Hydroxykenomikrolith, Kenoplumbomikrolith, Oxynatromikrolith, Oxystannomikrolith, Oxystibiomikrolith, Cesiokenopyrochlor, Fluorcalciopyrochlor, Fluornatropyrochlor, Hydrokenopyrochlor, Hydropyrochlor, Hydroxycalciopyrochlor, Hydroxykenopyrochlor, Hydroxymanganopyrochlor, Hydroxynatropyrochlor, Oxycalciopyrochlor, Fluorcalcioroméit, Hydroxycalcioroméit, Hydroxyferroroméit, Oxycalcioroméit, Oxyplumboroméit, Hydrokenoelsmoreit, Hydroxykenoelsmoreit, Fluornatrocoulsellit und Hydrokenoralstonit.
Fluorcalciomikrolith bildet zusammen mit Fluornatromikrolith, Hydrokenomikrolith, Hydroxycalciomikrolith, Hydroxykenomikrolith, Kenoplumbomikrolith, Oxynatromikrolith, Oxystibiomikrolith und Oxystannomikrolith innerhalb der Pyrochlor-Obergruppe die Mikrolithgruppe.
Da der Fluorcalciomikrolith erst 2012 als eigenständiges Mineral von der International Mineralogical Association (IMA) anerkannt und die Entdeckung erst 2013 publiziert wurde, ist er in der seit 2001 veralteten Systematik der Minerale nach Strunz (8. Auflage) nicht aufgeführt. Einzig im 2014 erschienen „Lapis-Mineralienverzeichnis“, das sich aus Rücksicht auf private Sammler und institutionelle Sammlungen noch nach der klassischen Systematik von Karl Hugo Strunz richtet, erhielt das Mineral die System-Nr. IV/C.13-22.
Die seit 2001 gültige und von der International Mineralogical Association (IMA) verwendete 9. Auflage der Strunz’schen Mineralsystematik ordnet den Fluorcalciomikrolith in die Abteilung der „Oxide mit dem Stoffmengenverhältnis Metall : Sauerstoff = 1 : 2 und vergleichbare“ ein. Diese ist weiter unterteilt nach der relativen Größe der beteiligten Kationen und der Kristallstruktur, so dass das Mineral entsprechend seiner Zusammensetzung und seinem Aufbau in der Unterabteilung „Mit großen (± mittelgroßen) Kationen; Lagen kantenverknüpfter Oktaeder“ zu finden ist, wo es zusammen mit allen Vertretern der Pyrochlor-, Mikrolith-, Betafit-, Roméit- und Elsmoreitgruppen die Pyrochlor-Übergruppe mit der System-Nr. 4.DH.15 bildet. Fluorcalciomikrolith ist dabei zusammen mit Fluornatromikrolith, Hydrokenomikrolith, Hydromikrolith, Hydroxykenomikrolith, Kenoplumbomikrolith, Oxycalciomikrolith, Oxystannomikrolith und Oxystibiomikrolith in der Mikrolithgruppe zu finden.
Auch in der vorwiegend im englischen Sprachraum gebräuchlichen Systematik der Minerale nach Dana ist Fluorcalciomikrolith noch nicht enthalten. Das Mineral ist allerdings ein enger Verwandter von Fluornatromikrolith, der in der Mineralklasse der „Oxide und Hydroxide“ und dort in der Abteilung der „Mehrfachen Oxide mit Nb, Ta und Ti“ zu finden ist, wo er zusammen mit Mikrolith, Bariomikrolith, Plumbomikrolith, Uranmikrolith, Bismutomikrolith, Stannomikrolith und Stibiomikrolith die „Pyrochlorgruppe (Mikrolith-Untergruppe; Ta>Nb;(Ta+Nb)>2(Ti))“ mit der System-Nr. 08.02.02 innerhalb der Unterabteilung der „Mehrfache Oxiden mit Nb, Ta und Ti mit der Formel A2(B2O6)(O,OH,F)“ bildet. Aufgrund seiner chemischen und strukturellen Verwandtschaft wird Fluorcalciomikrolith daher voraussichtlich ebenfalls dort einsortiert.

## Chemismus
Sechs Mikrosondenanalysen an Fluorcalciomikrolith aus dem Pegmatit von „Volta Grande“ ergaben Mittelwerte von 4,68 % Na2O; 11,24 % CaO; 0,01 % MnO; 0,04 % SrO; 0,02 % BaO; 0,63 % SnO2; 0,02 % UO2; 3,47 % Nb2O5; 76,02 % Ta2O5; 0,48 % H2O (für Ladungsbilanz berechnet) sowie 2,80 % F und [(O ≡ F) –1,18 %, Summe = 98,23 %]. Auf der Basis von zwei Kationen auf der B-Position wurde die empirische Formel (Ca1,07Na0,81□0,12)Σ=2,00(Ta1,84Nb0,14Sn0,02)Σ=2,00[O5,93(OH)0,07]6,00[F0,79(OH)0,21] ermittelt, die zu (Ca,Na,□)2Ta2O6F vereinfacht wurde.
Innerhalb der Pyrochlor-Obergruppe sind theoretisch durch die vier verschiedenen zu besetzenden Positionen eine Vielzahl von Substitutionsmöglichkeiten vorhanden.
Fluorcalciomikrolith ist das Ca-dominante Analogon zum Na-dominierten Fluornatromikrolith und das F-dominante Analogon zum OH-dominierten Hydroxycalciomikrolith. Mit Fluornatromikrolith bildet Fluorcalciomikrolith auch eine Mischkristallreihe. Untergruppen-übergreifend ist Fluorcalciomikrolith das Ta-dominante Analogon zum Nb-dominierten Fluorcalciopyrochlor und zum Sb5+-dominierten Fluorcalcioroméit.
Chemisch ähnlich sind ferner die Minerale Fersmit, (Ca,Ce,Na)(Nb,Ta,Ti)2(O,OH,F)6, Oxynatromikrolith, (Na,Ca,U)2(Ta,Nb)2O6(O,F), und „Samiresit“, (U,Ca,Ce)2(Nb,Ta)2O6(OH,F), ein ehemals als bleihaltige Varietät von „Uranpyrochlor“ beschriebenes Mineral.

## Kristallstruktur
Fluorcalciomikrolith kristallisiert im kubischen Kristallsystem in der Raumgruppe Fd3m (Raumgruppen-Nr. 227), mit dem Gitterparameter a = 10,4191 Å sowie acht Formeleinheiten pro Elementarzelle.
Wie bei allen Vertretern der Pyrochlor-Obergruppe besteht die Kristallstruktur des Fluorcalciomikroliths aus – in diesem Falle – TaO6-Oktaedern mit gemeinsamen Ecken, die Schichten aus Dreier- und Sechserringen parallel [110] bilden. Tantal ist durch sechs gleichwertige Sauerstoffatome koordiniert, die ein nahezu ideales Oktaeder bilden. In den genannten Schichten finden sich Kanäle in Richtung 110, welche die Sauerstoffatome und die auf der A-Position sitzenden Atome wie Ca und Na aufnehmen. Diese Atome bilden wiederum (Ca,Na,□)O6F2-Polyeder, die miteinander über gemeinsame Kanten verbunden sind.
Fluorcalciomikrolith ist isotyp (isostrukturell) zu allen anderen in der Raumgruppe Fd3m (Raumgruppen-Nr. 227) kristallisierenden Vertretern der Pyrochlor-Obergruppe.

## Eigenschaften

### Morphologie
Fluorcalciomikrolith bildet bis 1,5 mm große Kristalle mit dem Oktaeder {111} als trachtbestimmender, tragender Form. Gelegentlich wird die Kristalltracht durch kantenabstumpfende Flächen des Rhombendodekaeders ergänzt. Die Kristalle des Fluorcalciomikroliths sind generell unverzwillingt.

### Physikalische und chemische Eigenschaften
Die Kristalle des Fluorcalciomikroliths sind farblos, die Strichfarbe des durchscheinenden Minerals ist dagegen immer weiß. Die Fluorcalciomikrolithkristalle weisen einen diamant- bis harzähnlichen Glanz auf. Das Mineral zeigt keine Spaltbarkeit und bricht aufgrund seiner Sprödigkeit ähnlich wie Quarz oder Glas, wobei die Bruchflächen muschlig ausgebildet sind. Mit einer Mohshärte von 4,5–5 gehört Fluorcalciomikrolith zu den mittelharten Mineralen, die sich etwas leichter als das Referenzmineral Apatit mit einem Taschenmesser ritzen lassen. Die berechnete Dichte des Minerals liegt bei maximal 6,160 g/cm³.

## Modifikationen und Varietäten
Fluorcalciomikrolith stellt das calciumdominante Analogon des natriumdominierten Fluornatromikroliths dar. Es existieren ferner titan- und uranhaltige Varietäten von Fluorcalciomikrolith, die mit der Formel (Ca,Na,U)2(Ta,Ti,Nb)2O6(F,OH) beschrieben werden können. Es hat sich ferner herausgestellt, dass der größte Teil des ehemaligen „Tantalbetafits“ titan-uranreiche Fluorcalciomikrolithe darstellt.

## Bildung und Fundorte
Fluorcalciomikrolith ist an seiner Typlokalität, einem in Amphibolitschiefern sitzenden Granitpegmatit mit außergewöhnlich hohen Gehalten an Lithium und Rubidium, nur aus nur aus Schwermineralkonzentraten bekannt. Begleitminerale sind Mikroklin, Albit, Quarz, Muskovit, Spodumen, Lepidolith, Kassiterit, Tantalit-(Mn), Monazit-(Ce), Fluorit, Apatit, Beryll, Granat, Epidot, Magnetit, Gahnit, Zirkon, Turmalin, Bityit, Hydrokenomikrolith und weitere Vertreter der Mikrolith-Gruppe. Einige dieser Kristalle sind durch die Vergesellschaftung von Hydrokenomikrolith mit Fluorcalciomikrolith gekennzeichnet, was darauf hinweisen könnte, dass Hydrokenomikrolith als Alterationsprodukt von Fluorcalciomikrolith aufgefasst werden kann.
Als selten vorkommende Mineralbildung ist Fluorcalciomikrolith nur von wenigen Fundorten und dort auch nur in geringen Mengen beobachtet worden. Bisher (Stand 2016) sind ca. 10 Fundorte für das Mineral bekannt.
Neben seiner Typlokalität, dem Pegmatit von Volta Grande bei Nazareno in der Sn-Ta-reichen Pegmatitprovinz von São João del Rei, wurde Fluorcalciomikrolith im brasilianischen Bundesstaat Minas Gerais auch in der Ipê Mine im Tal des Rio Doce bei Governador Valadares, beobachtet. Es ist ferner aus den Pegmatiten „Viitaniemi“, Eräjärvi-Gebiet bei Orivesi, und „Kiimassuo“ bei Forssa in Finnland, einem Li/Rb/Cs-reichen Pegmatit bei Nová Ves u Brloha unweit Český Krumlov, Südböhmische Region in Tschechien, dem Granitpegmatit „Jezuitské Lesy“, Devín bei Bratislava in der Slowakei, und dem „Bagoly Hill“ bei Bükkszentkereszt im Bükk-Gebirge, Komitat Borsod-Abaúj-Zemplén, Ungarn, bekannt. Weitere Fundorte sind die lithiumreichen, Lepidolith-Petalit-haltigen Red-Cross-Lake-Pegmatite am gleichnamigen See in der kanadischen Provinz Manitoba, der Pegmatitgang No. 309 im Pegmatitfeld von Guanpo bei der gleichnamigen Stadt im Kreis Lushi, Sanmenxia, Provinz Henan, China, sowie die lithiumreichen Pegmatite von Nagatare in der Präfektur Fukuoka, Kyūshū, Japan.
Fundorte in Deutschland, Österreich und der Schweiz sind nicht bekannt.

## Verwendung
Fluorcalciomikrolith ist aufgrund seiner Seltenheit wirtschaftlich bedeutungslos und stellt lediglich für den Sammler ein begehrtes Mineral dar.